# Теодот II Цариградски
Теодот II Цариградски, такође познат као Теодосије I (грч. Θεόδοτος или Θεοδόσιος; умро октобра 1154), био је хришћански свештеник из 12. века који је служио као васељенски патријарх у Цариграду од 1151. до 1153. године.
Теодот је био игуман у манастиру Васкрсења у Цариграду. Његова двогодишња владавина као цариградског патријарха протекла је без догађаја, а умро је на дужности. Био је патријарх током владавине византијског цара Манојла I Комнина.
Писмо Ефеске митрополије, Георгија Торникеса, Атинском надбискупу, Георгију Бурцесу, бележи како је Торникеса скоро линчовала „груба маса свештенства Аје Софије“ када се успротивио њиховом плану да уштеде на трошковима сахране Теодота II. Жеља да му се ускрати пуна државна сахрана могла је бити последица оптужби да је патријарх био богомил, оптужбе коју је изнео изабрани патријарх Антиохије, Сотерих Пантеуген, који је користио „црну и суву руку“ покојног Теодота II као доказ његове јереси. Јован Кинам напомиње само да је Теодот II био „практикован у аскетској дисциплини“.